# Техрі-Гархвал (округ)
Техрі-Гархвал (гінді टिहरी जिला, англ. Tehri Garhwal) — округ індійського штату Уттаракханд. Найвідомішими містами округу є:
- Нью-Техрі
- Нарендра-Наґар
- Чамба
- Ламґаон
- Ґхансалі

| Індія | Це незавершена стаття з географії Індії. Ви можете допомогти проєкту, виправивши або дописавши її. |